# Eva Koreman
Eva Marcelle Koreman (Abbekerk, 10 juli 1984) is een Nederlandse presentatrice. Ze verwierf bekendheid als sidekick in Van Inkel In De Middag op Qmusic en later als radio-dj op Qmusic en NPO 3FM. Tegenwoordig presenteert ze programma's op NPO Radio 1.

## Biografie
Koreman volgde haar middelbareschoolopleiding aan het Sint Ignatiusgymnasium in Amsterdam. Nadat ze was uitgeloot voor geneeskunde volgde ze de studie 'Bèta-Gamma' aan de Universiteit van Amsterdam. In die periode kwam ze terecht bij AmsterdamFM en studeerde ze af als Bèta-Gamma Bachelor en een master in de Sociologie.
Na haar studie volgde ze de V-Academy van Veronica en bleef ze werken bij AmsterdamFM. Ze werkte aanvankelijk op de nieuwsredactie en werd daarna 'sidekick' van Joost van der Velde. Vervolgens nam ze verschillende programma's voor haar rekening, zoals  het ochtendprogramma Amsterdam wordt wakker, Het Radioavontuur en Het Generatieconflict.

### Qmusic
Van 1 oktober 2010 tot en met 18 juni 2015 was Koreman te horen op het Nederlandse radiostation Qmusic. Eerst met een dagelijks nachtprogramma, twee jaar later met een weekendprogramma en een paar nachtprogramma's en vanaf maart 2013 werd ze sidekick bij het programma Van Inkel in de Middag. 
Vanaf november 2013 presenteerde ze een aantal maanden op de vrijdagavond een programma met Niek van der Bruggen, maar vanaf februari 2014 kreeg ze weer een eigen programma in de nacht van vrijdag op zaterdag.
In juni 2014 vertrok Jeroen van Inkel bij Qmusic. Vanaf augustus 2014 presenteerde Koreman samen met Joep Roelofsen van maandag tot en met donderdag het programma Joep & Eva van 21.00 tot 24.00 uur. Verder presenteerde ze sinds 2015 ook iedere vrijdagmiddag een programma op KX Radio. 

### NPO 3FM
Op 18 juni 2015 presenteerde Koreman haar laatste uitzending bij Qmusic, en stapte over naar BNN en NPO 3FM. Hier presenteerde ze samen met Giel Beelen het programma Eva en Giel op vrijdag van 18.00 tot 21.00 uur. Ook had ze in de nacht van vrijdag op zaterdag een eigen nachtprogramma van 00.00 tot 03.00 uur en een zaterdagavondprogramma van 21.00 tot 00.00 uur. Vanwege nieuwe programmering vanaf 14 november 2016 presenteerde Koreman voortaan iedere zaterdag en zondag van 12.00 tot 14.00. Ook was ze in 2016 de achtervang van Frank van der Lende of Domien Verschuuren tijdens 3FM Serious Request 2016. Vanaf september 2017 presenteert Eva doordeweeks de lunchshow op 3FM van 12.00 tot 14.00 uur. 
In september 2018 stapte Koreman over naar de VPRO en werd (tot 2020) de vaste presentator van 3voor12Radio op NPO 3FM. Van 2020 tot 2022 presenteerde ze elke werkdag van 16.00 tot 19.00 uur de middagshow Frank & Eva: Welkom bij de Club samen met Frank van der Lende. Na het stoppen van deze middagshow keerde Koreman terug bij 3voor12. In november 2024 vertrok ze bij NPO 3FM.

### NPO Radio 1
Sinds januari 2024 presenteert ieder weekend Een Uur Cultuur op de zondagochtend van 06:00 tot 07:00 op NPO Radio 1. Later werd ze ook invaller bij andere programma's als Bureau Buitenland en OVT.

## Trivia
- In 2011 was Koreman genomineerd voor een Marconi Award, de Marconi Talent Award. Ook won ze in 2011 een RadioBitches Award voor Aanstormend Talent.[6]
- Tot 2012 drumde Koreman in de door haar en Celine Prins opgerichte poprockband The Fox. Door tijdgebrek moest ze ermee stoppen.
- In 2013 schrijft zij een jaar lang columns voor de online variant van het AD.[7]
- In december 2015 was ze deelneemster bij De Slimste Mens.
- Tijdens het RadioRing Gala op 19 januari 2017 heeft Koreman de Zilveren RadioSter Vrouw gewonnen als beste vrouwelijke radio-dj.[8]
- Koreman was in maart 2017 voor het eerst te zien als presentatrice van het televisieprogramma Jules Unlimited.
- Op 23 mei 2017 was ze ook voor het eerst te zien in het programma Radio Gaga samen met Chris Zegers.
- Op 17 februari 2018 deed ze mee aan het spelprogramma Weet Ik Veel op RTL 4.
- In 2019 was Koreman een van de deelnemers van het twintigste seizoen van het RTL 4-programma Expeditie Robinson, ze viel als zeventiende af en eindigde op de 4e plaats.[9]
- In 2022 was Koreman te gast in het televisieprogramma Ik hou van Holland.
- In 2023 deed ze mee aan het televisieprogramma Weet Ik Veel. Ook deed Koreman mee aan de Videoland-editie van het televisieprogramma De Verraders, als verrader, waarin ze als tweede werd verbannen.  Verder was ze in 2023 te zien in de televisieprogramma’s De gevaarlijkste wegen van de wereld, Beat the Champions VIPS en (met Jasper Demollin) de Top 2000 Quiz.
- In 2024 deed Koreman samen met Boris van der Ham mee aan de Popquiz Oranje.

## Privé
- In 2021 is Koreman moeder geworden van een dochter. Met de vader, Darko Tadic, heeft Koreman sinds 2019 een relatie.[10]